# Biała korozja
Biała korozja – obszerne objętościowo produkty korozji cynku.

## Powody powstawania
Biała korozja powstaje w wyniku narażenia cynku na działanie wilgoci, w tym stojącej wody. Szczególnie niebezpieczna jest tu woda kondensacyjna, która nie pozwala na wytworzenie kryjących warstw ochronnych, z powodu swojego kwasowego charakteru i braku utwardzaczy w postaci jonów wapnia i magnezu. Jest to zjawisko typowe dla cynku.

## Metody usuwania
Białą korozję można usunąć za pomocą miękkiej szczotki (szczotka mosiężna) lub specjalnych środków czyszczących. Trzeba się jednak liczyć z możliwością niewielkiego obniżenia walorów dekoracyjnych elementów na skutek tworzenia się na powłoce cynkowej podczas właściwego ich składowania ochronnej patyny. Jeżeli konstrukcja ocynkowana ogniowo ma być dodatkowo jeszcze malowana, należy całkowicie usunąć obecną białą korozję. Najlepiej wykonać to za pomocą obróbki Sweepen.

## Zapobieganie
Ponieważ wpływ wilgotności odgrywa bardzo istotną rolę, powinno się przy magazynowaniu konstrukcji podejmować następujące kroki:
- Zapobiegać bezpośredniemu kontaktowi soli drogowej ze świeżo ocynkowaną powierzchnią,
- Nie składować ocynkowanych elementów stalowych w wysokiej, wilgotnej trawie, kałużach czy błocie,
- Ocynkowane elementy stalowe umieszczać na suchych podkładkach (np. kantówkach lub paletach), z ok. 150 mm odstępem od ziemi,

- Unikać styczności różnych elementów na całej powierzchni,
- Nie stosować przykrycia plandekami lub folią (na skutek wytworzenia się pary wodnej zwiększa się poziom wilgotności),
- Składować elementy z łagodnym spadkiem, żeby umożliwić odpływ wody.